# Santa Olalla de Bureba
Santa Olalla de Bureba est une commune d'Espagne dans la communauté autonome de Castille-et-León, province de Burgos. Elle s'étend sur 10,74 km2 et comptait environ 35 habitants en 2011.